# Familia Infantelui Don Luis
Familia Infantelui Don Luis este un tablou din 1783-1784 realizat de Francisco Goya, aflat în posesia Fundației Magnani-Rocca din Parma. Goya a fost invitat la moșia Arenas de San Pedro, în apropiere de Ávila, la mijlocul lunii august 1783 de către fratele lui Carol al III-lea, Luis al Spaniei, subiectul portretului alături de soția sa María Teresa de Vallebriga și copiii lor.